# Acasanga humeralis
Acasanga humeralis is een keversoort uit de familie van de boktorren (Cerambycidae). De wetenschappelijke naam van de soort werd in 1880 als Themistonoe humeralis gepubliceerd door Charles Owen Waterhouse.